# Cronologia della guerra dei cent'anni
Di seguito la cronologia della guerra dei cent'anni che coinvolse il Regno di Francia e il Regno d'Inghilterra tra la metà del XIV secolo e la metà del XV secolo.
- 1327 - Incoronazione di Edoardo III
- 1328 - Incoronazione di Filippo VI
- 1337 - Edoardo III avanza pretese sul trono francese: inizio della Guerra dei cent'anni
- 1346 - Battaglia di Crécy: la cavalleria francese viene annientata dagli inglesi grazie all'azione degli arcieri
- 1347 - A causa dell'insolvenza del re d'Inghilterra, falliscono le compagnie dei Bardi e dei Peruzzi
- 1348-1350 - Peste Nera
- 1350 - Morte di Filippo VI, Giovanni II il Buono sale al trono di Francia
- 1356 - Gli inglesi sbaragliano nuovamente l'esercito francese a Poitiers, Giovanni il Buono è fatto prigioniero
- 1358 - Rivolta della Jacqueries
- 1360 - Pace di Brétigny
- 1364 - Morte di Giovanni il Buono a Londra, Carlo V il Saggio sale al trono di Francia, i francesi vincono a Cocherel;
- 1367 - Rientro a Roma di papa Urbano V
- 1369 - Carlo V riprende la guerra.
- 1370 - Ritorno ad Avignone di Urbano V e sua morte
- 1374-1377 - Inglesi e francesi cercano la pace a Bruges
- 1377 - Morte di Edoardo III, Riccardo II sale al trono d'Inghilterra. Gregorio XI a Roma e fine della cattività avignonese.
- 1378 - Morte di Gregorio XI, Urbano VI eletto papa a Roma, Clemente VII eletto papa ad Avignone: Grande Scisma.
- 1380 - Muore Carlo V, Carlo VI diventa re di Francia. Agli inglesi restano solo poche piazzeforti su suolo francese (Calais, Cherbourg, Brest, Bordeaux e Bayonne)
- 1381 - Rivolta contadina in Inghilterra
- 1382 - Rivolta delle Fiandre
- 1392 - Filippo l'Ardito di Borgogna si incorona nuovo re di Francia a causa della pazzia di Carlo VI
- 1396 - La Francia conquista temporaneamente Genova
- 1399 - Enrico IV sale al trono d'Inghilterra
- 1407 - Assassinio di Luigi d'Orléans, inizio della guerra civile tra armagnacchi e borgognoni in Francia
- 1409 - Concilio di Pisa ed elezione di un terzo papa
- 1413 - Morte di Enrico IV, Enrico V sale al trono d'Inghilterra
- 1415 - Gli inglesi ricominciano la guerra per aiutare i borgognoni e sconfiggono le truppe degli armagnacchi ad Azincourt
- 1420 - Trattato di Troyes
- 1422 - Morte di Carlo VI, il trono è conteso tra Enrico VI e Carlo VII
- 1429 - Giovanna d'Arco assume la guida delle truppe francesi, sconfitta inglese ad Orléans, consacrazione di Carlo VII a Reims
- 1430 - Giovanna d'Arco è fatta prigioniera
- 1431 - Rogo di Giovanna d'Arco. Concilio di Basilea
- 1435 - Pace di Arras tra Borgogna e Francia
- 1436 - Parigi è persa dagli inglesi
- 1439-1444 - Concilio di Firenze: elezione e dimissioni dell'ultimo antipapa, Felice V, fine del Grande Scisma
- 1452 - Follia di Enrico VI
- 1453 - Battaglia di Castillon e fine della guerra dei cent'anni
- 1461 - Morte di Carlo VII
- 1475 - Pace di Picquigny
- 1559 - Annessione francese di Calais di conseguenza alla Pace di Cateau-Cambrésis con la Spagna.